# Claudiu Grozea
Claudiu Grozea (ur. 14 października 1982 w Ploeszti) – rumuński łyżwiarz szybki, olimpijczyk.

## Kariera
W wieku 23 lat Claudiu Grozea wystąpił podczas Zimowych Igrzysk Olimpijskich 2006 w Turynie. Podczas tych igrzysk wziął on udział w jednej konkurencji łyżwiarstwa szybkiego, biegu na 5000 m, gdzie zajął 26. miejsce.
Grozea czterokrotnie startował na mistrzostwach świata w łyżwiarstwie szybkim w wieloboju (2004, 2005, 2006 i 2007).

## Rekordy życiowe
| Dystans  | Czas     | Data                 | Miejsce        |
| -------- | -------- | -------------------- | -------------- |
| 100 m    | 11.15    | 1 marca 2003         | Inzell         |
| 500 m    | 38.71    | 20 listopada 2009    | Calgary        |
| 1000 m   | 1:13.79  | 20 listopada 2005    | Salt Lake City |
| 1500 m   | 1:51.29  | 4 grudnia 2009       | Calgary        |
| 3000 m   | 3:54.12  | 20 października 2006 | Calgary        |
| 5000 m   | 6:35.27  | 19 listopada 2005    | Salt Lake City |
| 10 000 m | 14:12.21 | 17 lutego 2007       | Erfurt         |
| Źródło:  |          |                      |                |